# アントニオ・カブリーニ
アントニオ・カブリーニ（Antonio Cabrini、1957年10月8日 - ）は、イタリア・クレモナ出身の元同国代表サッカー選手、サッカー指導者。ポジションはDF（左サイドバック）。イタリアでは、初めての現代型サイドバックと考えられている。ヨーロッパ3大カップ、ワールドカップ、インターコンチネンタルカップを全て制した初めての選手であった。

## 経歴
200年以上続く、大きな農場を営む富豪の家に生まれた。1973年に地元のクラブチームであるクレモネーゼでキャリアをスタートさせ、僅か16歳でセリエCの舞台にデビューした。2シーズン目にはレギュラーに定着した。1975年からはアタランタとユヴェントスが共同で保有する形で、アタランタでプレーした。
ユヴェントスがチームに加えることを決断し、1977年の2月13日に移籍。そのシーズンはリーグ戦9試合で1得点、リーグ優勝とUEFAカップで優勝を果たした。ユヴェントスではガエターノ・シレア、ディノ・ゾフらと強固なDF陣を形成した。
ユヴェントスに在籍した13シーズンで、1985年のUEFAチャンピオンズカップ、インターコンチネンタルカップに優勝。さらに、6回のスクデット、2回のコッパ・イタリア、1回のUEFAカップ、UEFAカップウィナーズカップと多くのタイトルを獲得した。1980-81シーズンは、40試合で11得点を決めるなど、キャリアで最高のシーズンを送った。1986-87シーズンに膝を負傷、1987年に手術をして以降はやや衰えも見られたが、シレアの不在時や引退後はキャプテンも務め、1989年まで在籍した、通算では440試合出場52得点という記録を残した。
その後、クラブでは1989年にボローニャに移籍。1991年に選手キャリアに幕を降ろした。
引退後は指導者の道へ進んだ。2012年からは、女子サッカーのイタリア代表のコーチを務めていた。

## 代表経歴
イタリア代表としては1978年のFIFAワールドカップ・アルゼンチン大会、6月2日のフランス戦で代表デビューを果たした。そのまま左サイドバックのレギュラーに定着した。
1982年のFIFAワールドカップ・スペイン大会では、アルゼンチン戦で決勝ゴールを決めた。決勝では、日頃PKキッカーを務めるアントニオーニの不在により、前半24分に獲得したPKを蹴るも失敗したが、優れたパフォーマンスを見せ、イタリアは勝利し優勝を果たした。
1980年の欧州選手権では、3位に入賞した。1986年のFIFAワールドカップ・メキシコ大会に出場したが、1987年に怪我で代表引退を表明した。国際Aマッチ73試合出場9得点を記録した。

## 人物
- ジャチント・ファッケッティの系譜を受け継いだ左サイドバックだが、ファッケッティを攻撃的にした現代型のサイドバック[2]。フィジカルが強く、高い守備能力だけでなく、攻撃参加も持ち味で、強烈なシュート力を持ち、FKやPKのスペシャリストでもあった[2]。ユヴェントスの右サイドからのFKはミッシェル・プラティニではなく、ガブリー二が担当する、ことが多かった[3]。

- 1982年のFIFAワールドカップ・スペイン大会頃までは長めの髪であったが、友人であるチェーザレ・プランデッリと共に、髪の毛を切りに行ってところ、プランデッリとそっくりな髪形にされてしまい、以降は長めの髪でなくなったという[2]。

## 指導者歴
- ACアレッツォ　2000-2001
- FCクロトーネ　2001
- ピサ・カルチョ2004-2005
- ノヴァーラ・カルチョ　2005-2006

## 獲得タイトル

### ユヴェントス
- セリエA　6回（1976-1977、19771978、1980-1981、1981-1982、1983-1984、1985-1986）
- コッパ・イタリア　2回（1978、1983）
- UEFAチャンピオンズリーグ　1回（1984-1985）
- UEFAカップ　1回（1976-1977）
- UEFAカップウィナーズカップ　1回（1983-1984）
- UEFAスーパーカップ　1回（1984）
- インターコンチネンタルカップ　1回（1985）

### イタリア代表
- FIFAワールドカップ　1回（1982、優勝）